# Stinkend liefdegras
Stinkend liefdegras (Eragrostis cilianensis) is een eenjarige plant uit het geslacht van de liefdegrassen (Eragrostis) die deel uitmaken van de grassenfamilie (Poaceae). De soort wordt vanaf begin 1900 af en toe in Nederland waargenomen, waarschijnlijk meegekomen met vogelvoer. De soort staat op de Rode lijst van planten zonder verdere informatie. Stinkend liefdegras komt van nature voor in Eurazië en Afrika en is van daaruit verder verspreid. Het is een C4-plant en is daardoor beter geschikt voor warme klimaten. Het aantal chromosomen is 2n = 20 of 40.
De polvormende, sterk geurende plant wordt 10 tot 50 cm hoog. De meestal recht opgaande, lichtgroene stengels hebben bij de knopen klieren. Ook de bladeren zijn vaak bezet met klieren. Het groene tot donkergroene blad is 3 - 9 mm breed en 5 - 18 cm lang. Het tongetje bestaat uit een krans van haren.
Stinkend liefdegras bloeit van juli tot in oktober met een pluim. Een tak heeft een tot meerdere, grijsbruine, 5 tot 20 mm lange en 2 - 3 mm brede, lancetvormige tot ovale aartjes. De aartjes zijn iets afgeplat en bestaan uit 10 tot 40 bloemen. De vliezige, lancetvormige en kielvormige kelkkafjes zijn 1,5 - 2 mm lang en groen geaderd langs de kielen. De eveneens vliezige, lancet-eivormige en kielvormige kroonkafjes zijn 2-3 mm lang en ook groen geaderd langs de kielen. Langs de kanten van de kroonkafjes lopen ook groene aders. De aartjes hebben en brosse aarspil. De helmknoppen zijn tot 0,5 mm lang. 
De donkerbruine of roodachtig bruine, eivormig tot ronde vrucht is een 0,5 mm lange graanvrucht.

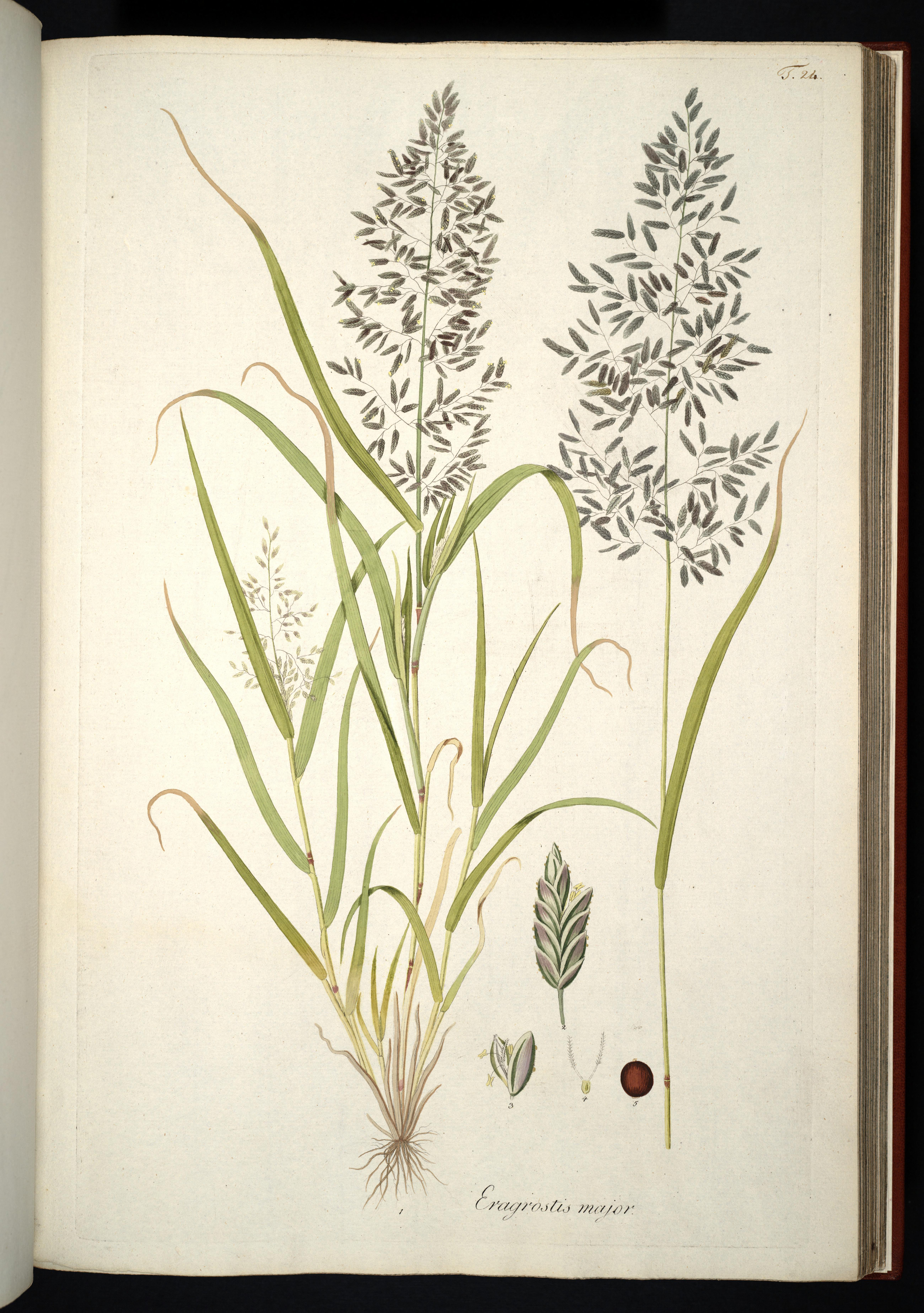
Illustratie
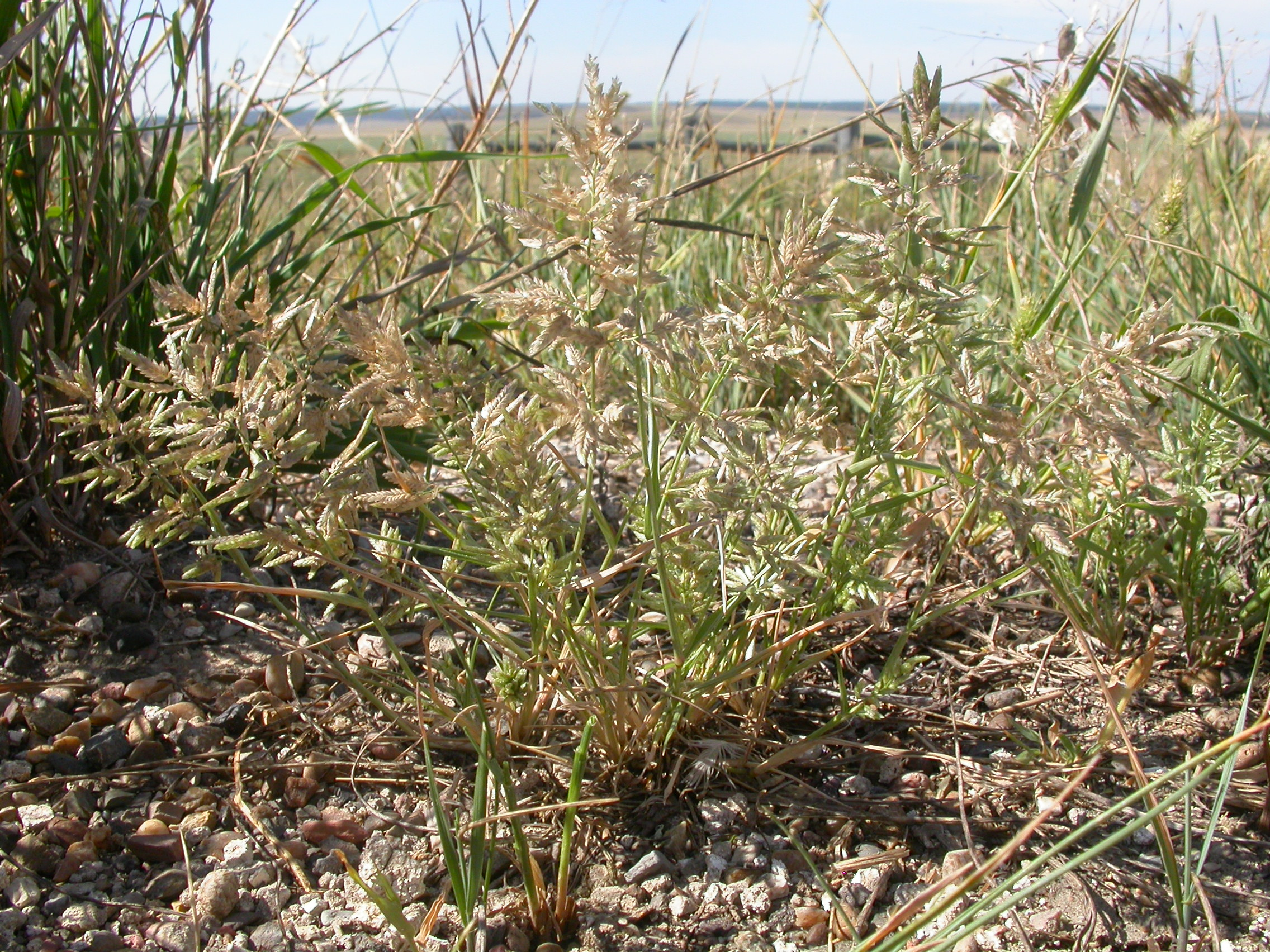
Plant
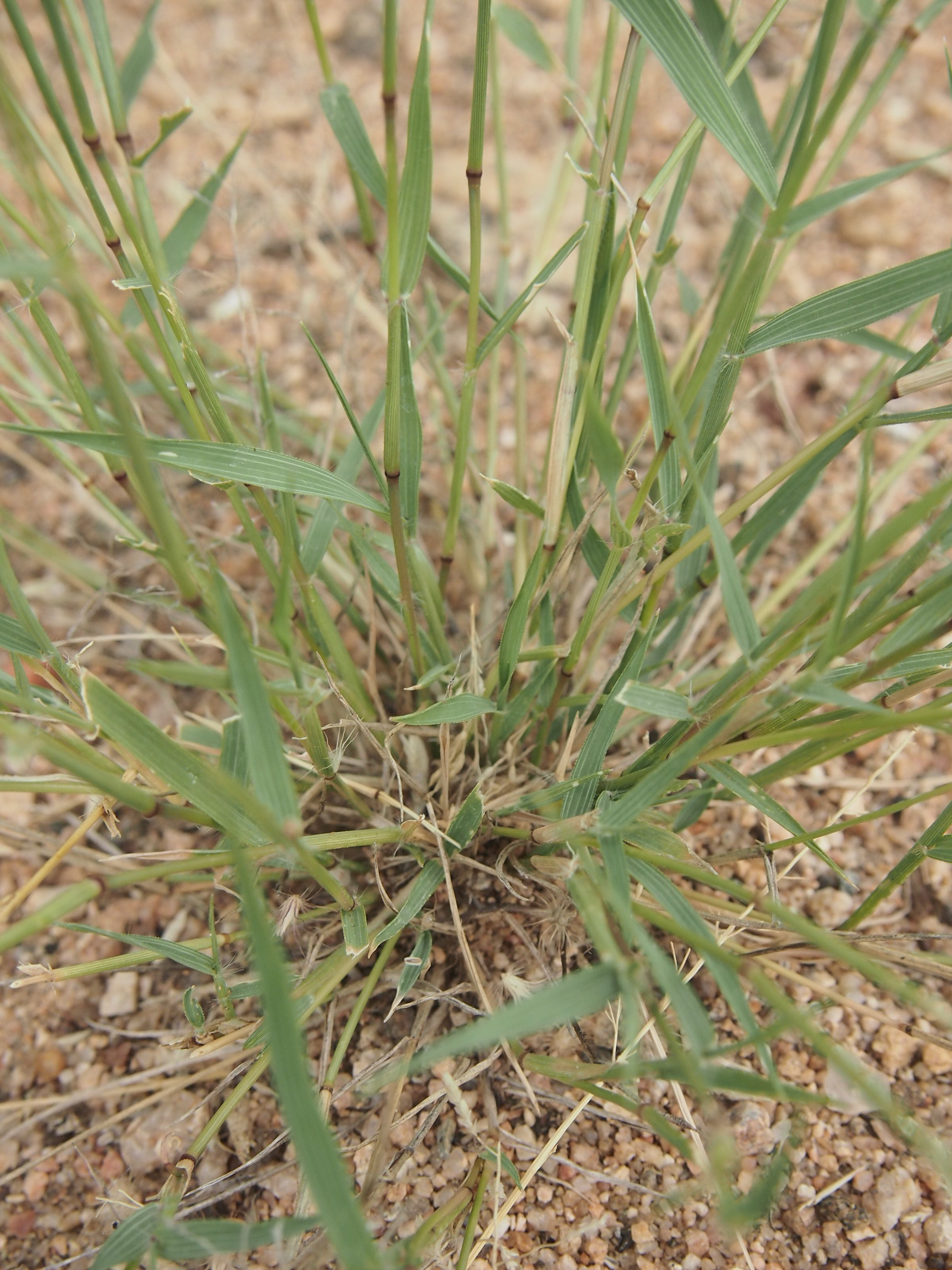
Bladeren
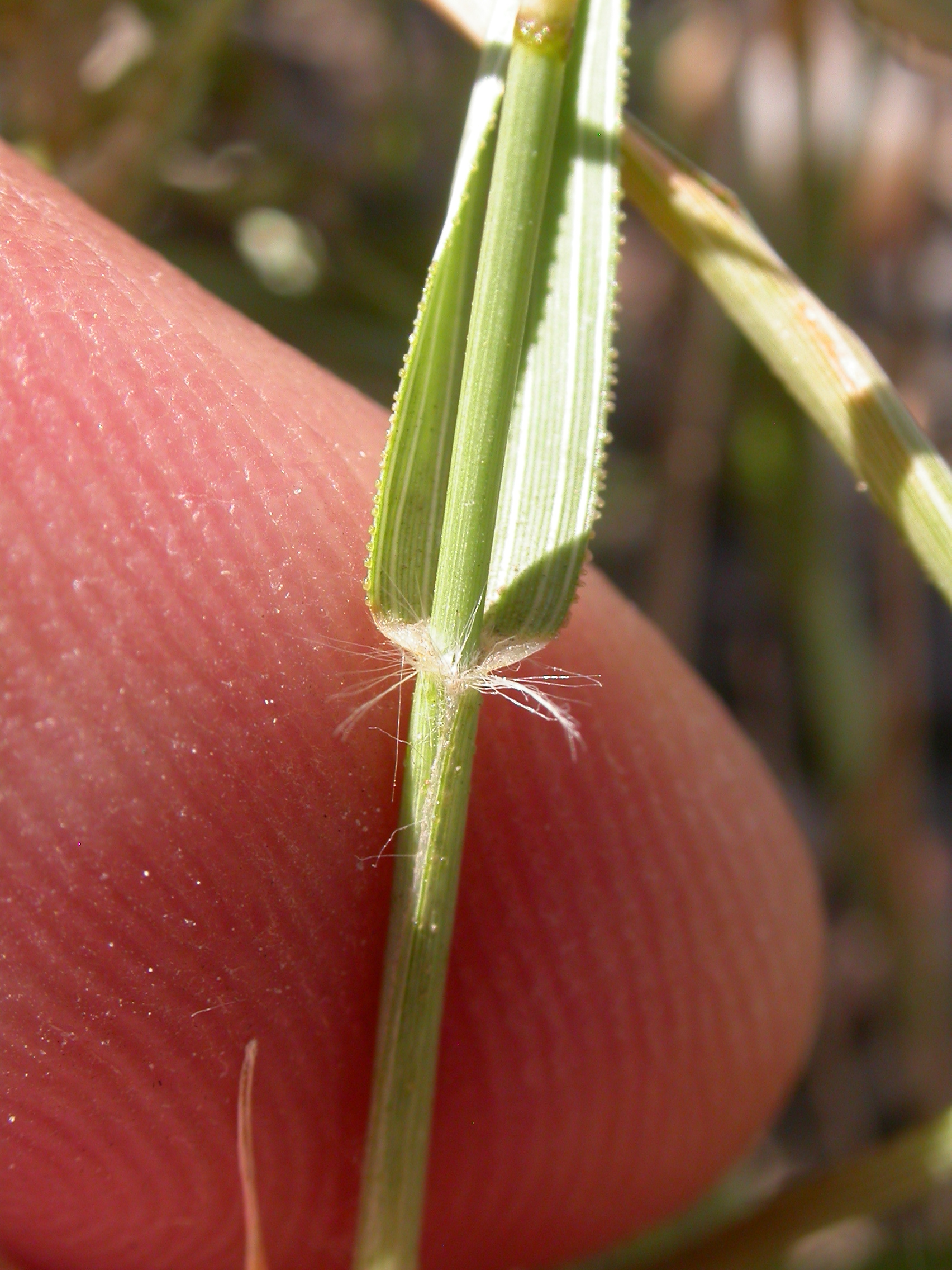
Tongetje
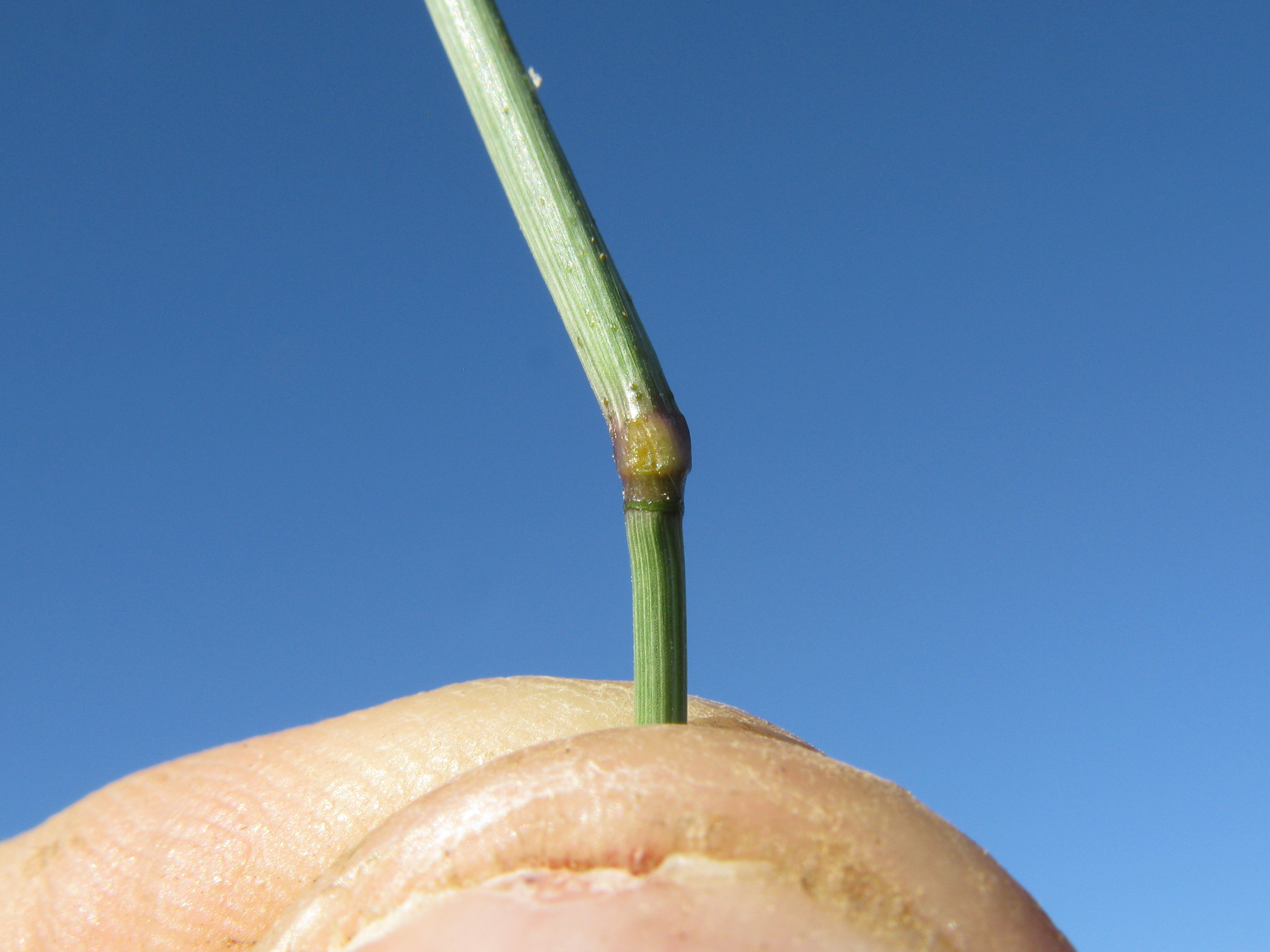
Stengelknoop
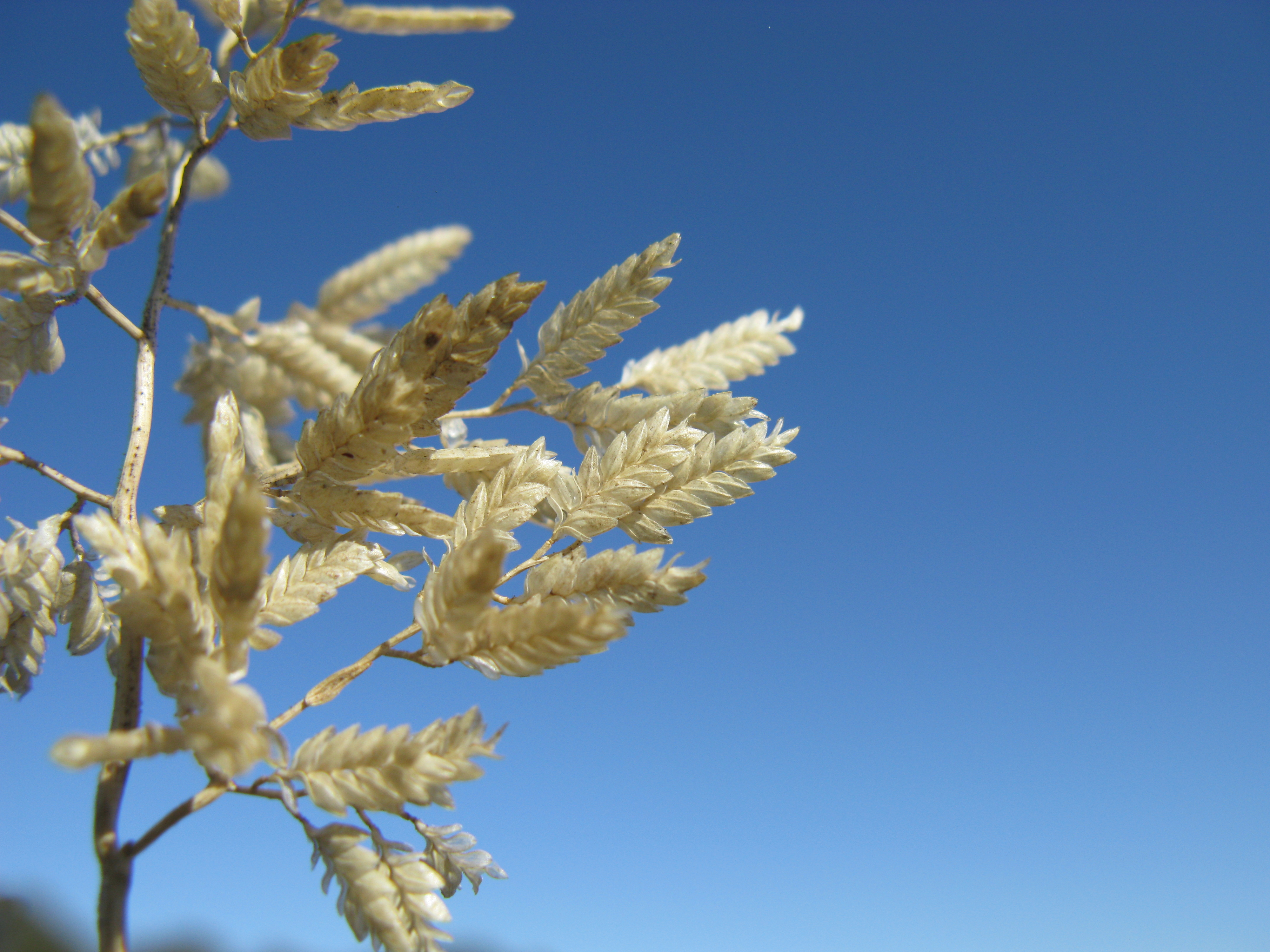
Aartjes
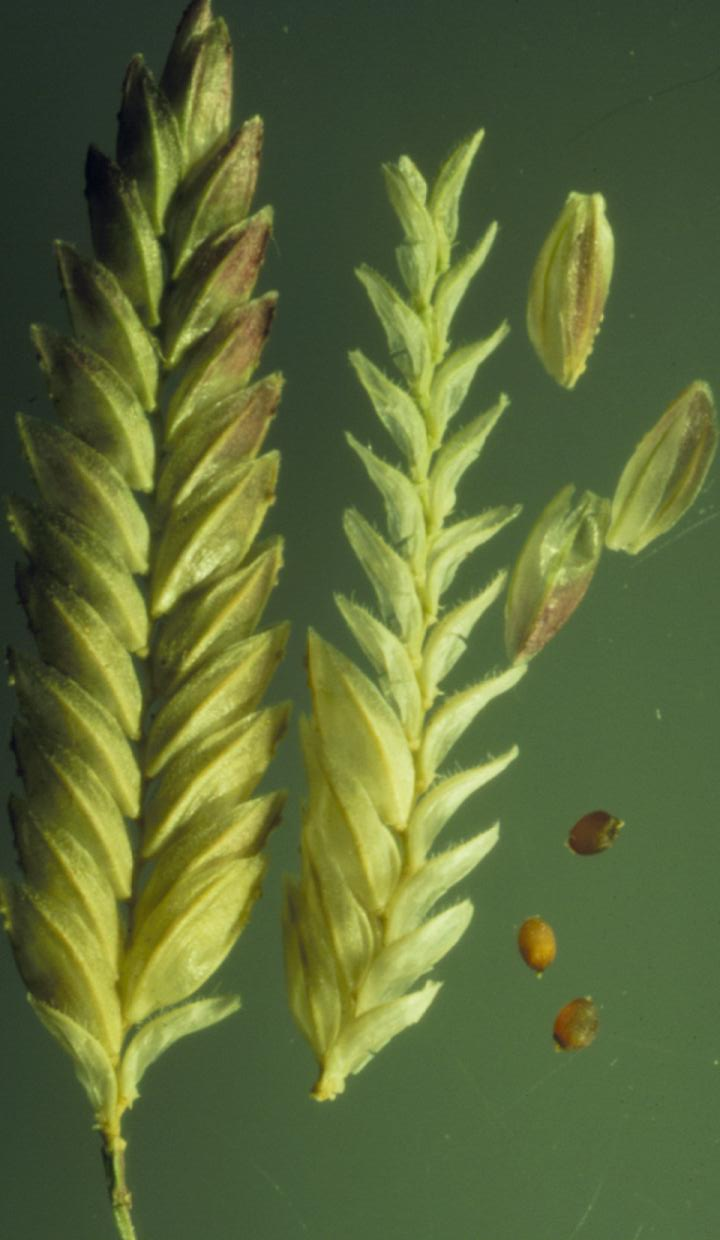
Aartjes met vruchten en kafjes
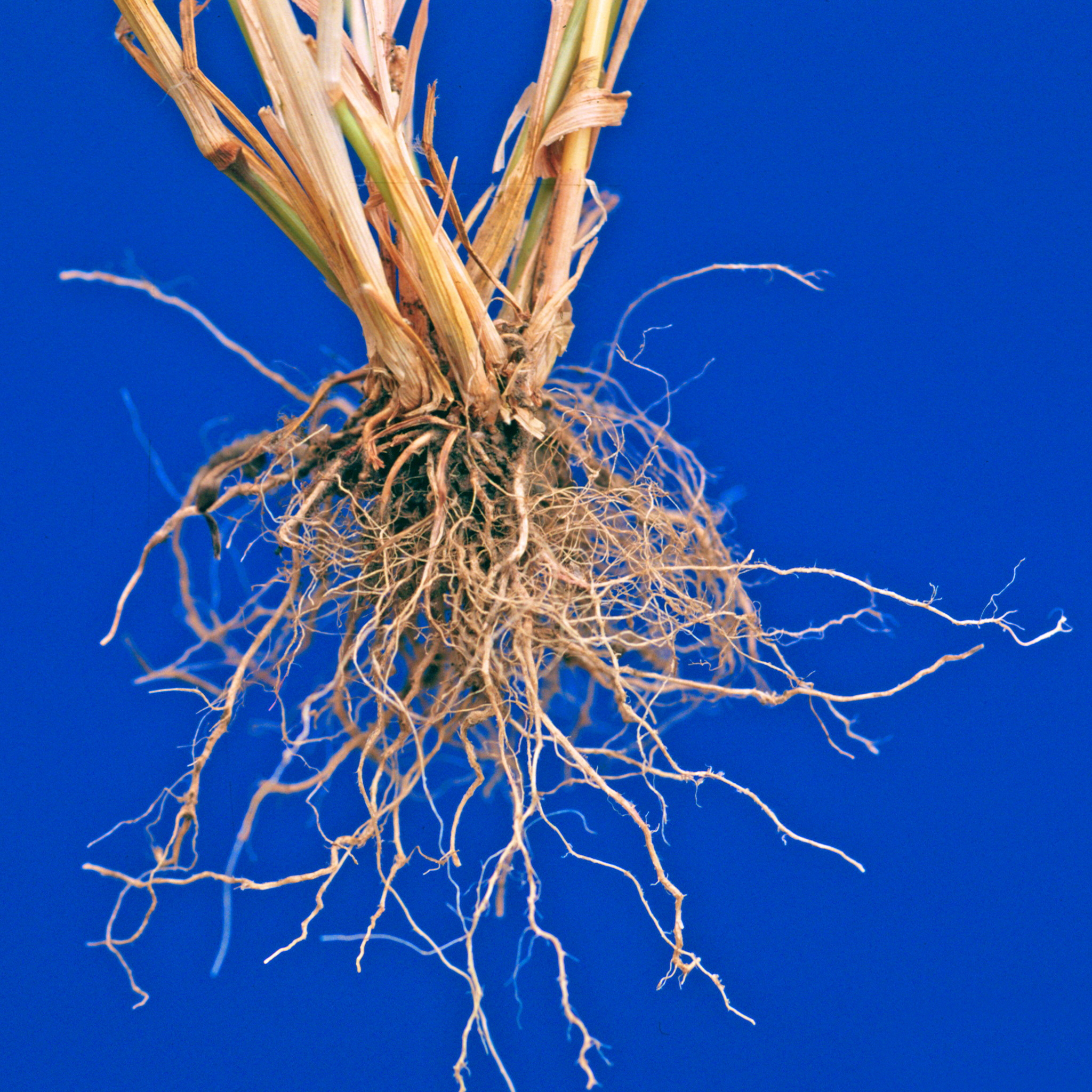
Wortelstelsel